# Benque
Benque är en kommun i departementet Haute-Garonne i regionen Occitanien i södra Frankrike. Kommunen ligger i kantonen Aurignac som tillhör arrondissementet Saint-Gaudens. År 2022 hade Benque 175 invånare.

## Befolkningsutveckling
Antalet invånare i kommunen Benque
Referens:INSEE